# Aspidosperma auriculatum
Aspidosperma auriculatum är en oleanderväxtart som beskrevs av Markgraf. Aspidosperma auriculatum ingår i släktet Aspidosperma och familjen oleanderväxter. Inga underarter finns listade i Catalogue of Life.